# São José do Ouro
São José do Ouro este un oraș în Rio Grande do Sul (RS), Brazilia.